# 横埠镇
横埠镇，是中国安徽省中南部、长江北岸枞阳县下辖的一个乡镇级行政单位。

## 行政区划
横埠镇下辖以下地区：
雨亭社区、范潭社区、左山社区、黄山村、官塘村、中义村、左岗村、横埠村、孙岗村、横山村、新庄村、方正村、龙山村、谋道村、合龙村、利华村、山水村、育才村、少丰村、联丰村、周岗村和新华村。